# Slide Away (Miley Cyrus)
Slide Away è un singolo della cantante statunitense Miley Cyrus, pubblicato il 16 agosto 2019 come secondo estratto dal secondo EP She Is Coming.
Il brano è stato scritto dalla stessa cantante con Alma Miettinen, Andrew Wyatt e Mike Will Made It e prodotto da questi ultimi due.

## Descrizione
La canzone include una chitarra su un ritmo «scattante», mentre il testo parla di una rottura amorosa con riferimenti a «whisky e pillole». È composto in chiave di Fa maggiore ed ha un tempo di 148 battiti per minuto.

## Promozione
Miley Cyrus ha presentato Slide Away dal vivo agli MTV Video Music Awards 2019 il 26 agosto. L'esibizione, trasmessa in bianco e nero, ha visto la cantante eseguire il brano al centro del palco con un'orchestra alle spalle.

## Accoglienza
Bonnie Stiernberg di Billboard, riguardo al singolo, ha scritto: «Tre minuti e mezzo di emozione e autoriflessione che sembrano riflettere i drammi della sua stessa vita».

## Tracce
1. Slide Away – 3:53

## Successo commerciale
Nella classifica britannica il singolo ha debuttato alla 42ª posizione con 11 605 unità vendute durante la sua prima settimana di disponibilità.

## Classifiche
| Classifica (2019) | Posizione massima |
| ----------------- | ----------------- |
| Australia         | 15                |
| Austria           | 49                |
| Belgio (Fiandre)  | 51                |
| Belgio (Vallonia) | 67                |
| Canada            | 28                |
| Croazia           | 64                |
| Estonia           | 33                |
| Germania          | 67                |
| Grecia            | 21                |
| Irlanda           | 25                |
| Lettonia          | 16                |
| Lituania          | 14                |
| Norvegia          | 28                |
| Nuova Zelanda     | 12                |
| Polonia           | 46                |
| Regno Unito       | 40                |
| Repubblica Ceca   | 18                |
| Slovacchia        | 11                |
| Stati Uniti       | 47                |
| Svizzera          | 20                |
| Ungheria          | 27                |